# Martín Fernández de Enciso
Martín Fernández de Enciso, né vers 1470 à Séville et mort en 1528, est un navigateur et géographe espagnol.

## Biographie
Il est natif de la ville de Séville.
Il fait partie en 1509 de l'expédition d'Alonso de Ojeda chargée de coloniser la Tierra Firme. Il contribue à coloniser l'isthme de Panamá et fonde un village près de Cabo de la Vela du nom de Nuestra Señora Santa María de los Remedios del Cabo de la Vela qui fut la première colonie de peuplement dans la péninsule de Guajira. À cause de constantes attaques de pirates et d'autochtones, le village a été déplacé vers l'actuelle Riohacha en 1544. 
Il s'oppose à Vasco Núñez de Balboa dès 1512 et tente de le faire arrêter en 1513. 
En 1519, il publie son Suma de Geografía, cartographie du monde connu à l'époque et traité de navigation. On y trouverait la première évocation du Kilimandjaro.